# Шехмань (село)
Шехмань — село в Петровском районе Тамбовской области России. 
Административный центр Шехманского сельсовета.

## География
Расположено на реке Шехмань, при впадении её в реку Матыра.

## История

Памятник колхознице на повороте к селу (до ремонта автодороги Р119 в 2014 году)

Одно из старейших сел Петровского района Шехмань было основано служилыми людьми из Сокольска и его уезда между 1693 и 1697 годами на правом берегу речки Шехмани в двух километрах от её впадения в Матыру. Сокольск — город-крепость на Белгородской укрепленной черте, находился в пределах современного города Липецка, а Сокольский уезд позже стал именоваться Липецким. В отказных книгах 1692 года села Большой Избердей на месте Шехмани указано Дикое поле, но она уже была в 1697 году, когда отводились земли основателям села Хренного. Село Шехмань возникло в удобном и хорошо защищенном от набегов степняков-кочевников месте, на дороге из степей в лесостепь, от кочевников-скотоводов к оседлым земледельцам. Этим местом был Хорек, современная улица села, пролегающая вдоль реки Шехмани, и прилегающая к ней местность, включающая нынешний центр села. Речка Шехмань с её относительно высоким крутым правым берегом и заболоченной лесистой пойменной левой стороной была естественной защитой. Единственный перелаз (брод) через речку находился примерно в двухстах метрах от её устья. Место поселения с северо-запада защищал ручей, приток реки Шехмани, а с востока — отвершек (овраг). Из этого «островка» выход открывался только на север, к дороге на город-крепость Козлов (Мичуринск).
Шехманью село стало называться в начале XVIII века. Шахмань — чисто русское название, состоящее из двух слов «шах» и «мань». Слово «шах» в тамбовском и владимирском диалектах означало рыболовную снасть типа вентеря, с широко поставленными крыльями, в которую заходила рыба, идущая как с низа реки, так и с верха. Слово «мань», «манка» — от глагола «манить». Шах-мань, Шах-манка — вентерь-манка. Так назвали речку пришедшие сюда жители Рязанского края. По речке было названо село.
Первопоселенцы получили землю в общинное пользование, без права продажи и передачи надела другим. Но наиболее авторитетные люди надел, причем в большом размере, чем основная масса поселенцев, получили в полную собственность. Некоторые из них, отличившиеся в войнах или на гражданской службе, были произведены в дворянское звание.
Первое время жители Шехмани считались служилыми людьми, несли соответствующие воинские обязанности. По переписи (ревизии) 1710 года в Шехмани было 32 двора, в которых проживало 113 человек, из них дворов служилых людей — 26, в том числе городовой службы — четыре (Гриднев, Т. Е. Воропаев, Рощепкин, Шипилов), полковой службы — 8 дворов, в их числе Медведев Ерем, Иванов сын и Иван Севидов Лукьянов сын; рейтарской службы шесть дворов (Губанов, Терентий Самсонов, Зот Рощепкин Анисимов сын, Третьяков, Шипилов). У служилых людей было четыре двора дворовых крестьян с девятью жителями. Кроме того, в Шехмани в то время своими дворами жили две солдатки и две вдовы, в них проживало 7 душ. Была деревянная церковь, которой службу справлял поп Архип Климонтов сын и дьякон Ефрем Семен сын Попов. Оба были женаты, имели по малолетней дочери и жили своими дворами.
После ревизии 1710 года в Шехмань прибыл Афанасий Михайлов Абрамов сын, рейтарской службы, с женой и дочерью. В то же время, до 1716 года выбыло 11 человек.
В 1719 году служилые люди были переведены в разряд однодворцев, занимавших промежуточное положение между дворянами и черносошными (свободными) крестьянами. Как и дворяне, они имели право на частное владение землей и дворовыми людьми, но наравне с крестьянами несли рекрутскую службу и платили подати. Только при Екатерине II они были лишены привилегий и переведены в сословие государственных крестьян.
Выгодное положение на пересечении дорог из Тамбова в Воронеж и Липецк, из Козлова в Новохоперск способствовали бурному росту Шехмани в XIX веке, особенно после отмены в России крепостного права, превращению её в крупнейший населенный пункт в пределах современного Петровского района.

## Население
| 2002 | 2010 |
| ---- | ---- |
| 1012 | ↘836 |